# Antônio Ferreira França
Antônio Ferreira França (Salvador, 14 de janeiro de 1771 — Salvador, 9 de março de 1848), foi um médico, político e escritor, brasileiro, patrono da Cadeira 9 da Academia de Letras da Bahia, e da Cadeira nº 8 da Academia de Medicina da Bahia.

## Biografia
Filho de Joaquim Ferreira França e de D. Anna Ignacia de Jesus, nasceu na capital da Bahia, em 1771. Foi casado com D. Ana da Costa Barradas e pai de Antonio Ferreira França Filho, Cornélio Ferreira França e Ernesto Ferreira França.
Graduou-se no curso de Medicina em Portugal, mas como não era incomum na época também fez formação em Filosofia e Matemática.
Em 1810, foi nomeado Lente Visitador das Escolas Régias da Bahia. Com a reforma de 1815-16, formalizada também em Carta Régia, que transformou a Escola de Cirurgia da Bahia em Colégio Médico cirúrgico, foi nomeado Lente de Higiene, ficando na cátedra até 1832.
Entre as Honrarias recebidas, destaque-se a recebida em 1810, agraciado com o Hábito da Ordem de Cristo, de D. Maria I e de seu Príncipe Regente, Dom João, pelos seus relevantes serviços prestados.
Sua carreira política começou como Vereador de Salvador, em 1822. Em 1823, foi eleito Deputado à Constituinte Brasileira e depois foi reeleito para várias legislaturas. Além da participação na luta pela Independência do país, foi um destacado abolicionista, tendo sido um dos primeiros a defender a libertação dos escravos.
Durante o período regencial, na 3ª legislatura (1834-1837), atuou na Câmara dos deputados junto com dois dos seus filhos, que também foram eleitos: Ernesto e Cornélio, ambos compartilhavam das ideias do pai. No parlamento a família Ferreira França defendeu e apresentou projetos sobre, o federalismo no Brasil; a implantação de um congresso internacional das nações ("com o fim de assegurar entre si a paz perpétua"); a abolição do celibato clerical; a abolição da pena de morte; a liberdade dos nascidos de mãe escrava. O Dr. Antônio Ferreira França também elaborou um parecer visando prevenir a propagação da epidemia de cólera morbus, no Brasil em 1832. Apresentou também projetos de lei que visavam a criação de uma universidade no Rio de Janeiro e outro que garantiria o direito das mulheres a se habilitarem ao exercício da medicina.
Faleceu no dia 9 de março de 1848.